# Корж, Антонина Петровна
Антонина Петровна Корж — советский хозяйственный, государственный и политический деятель, Герой Социалистического Труда.

## Биография
Родилась в 1940 году. Член КПСС.
Выпускница строительного училища. С 1962 года — на хозяйственной, общественной и политической работе. В 1962—2000 гг. — звеньевая звена по выращиванию помидоров, бригадир овощеводческой бригады совхоза «Хабаровский» Хабаровского района, получила по 162 центнера помидоров с каждого из 43 гектаров хозяйства.
Указом Президиума Верховного Совета СССР от 15 декабря 1972 года присвоено звание Героя Социалистического Труда с вручением ордена Ленина и золотой медали «Серп и Молот».
Избиралась депутатом Верховного Совета РСФСР 8-го созыва. Делегат XXIV съезда КПСС.